# Big Bang (marchés financiers)
Pour les articles homonymes, voir Big Bang (homonymie).

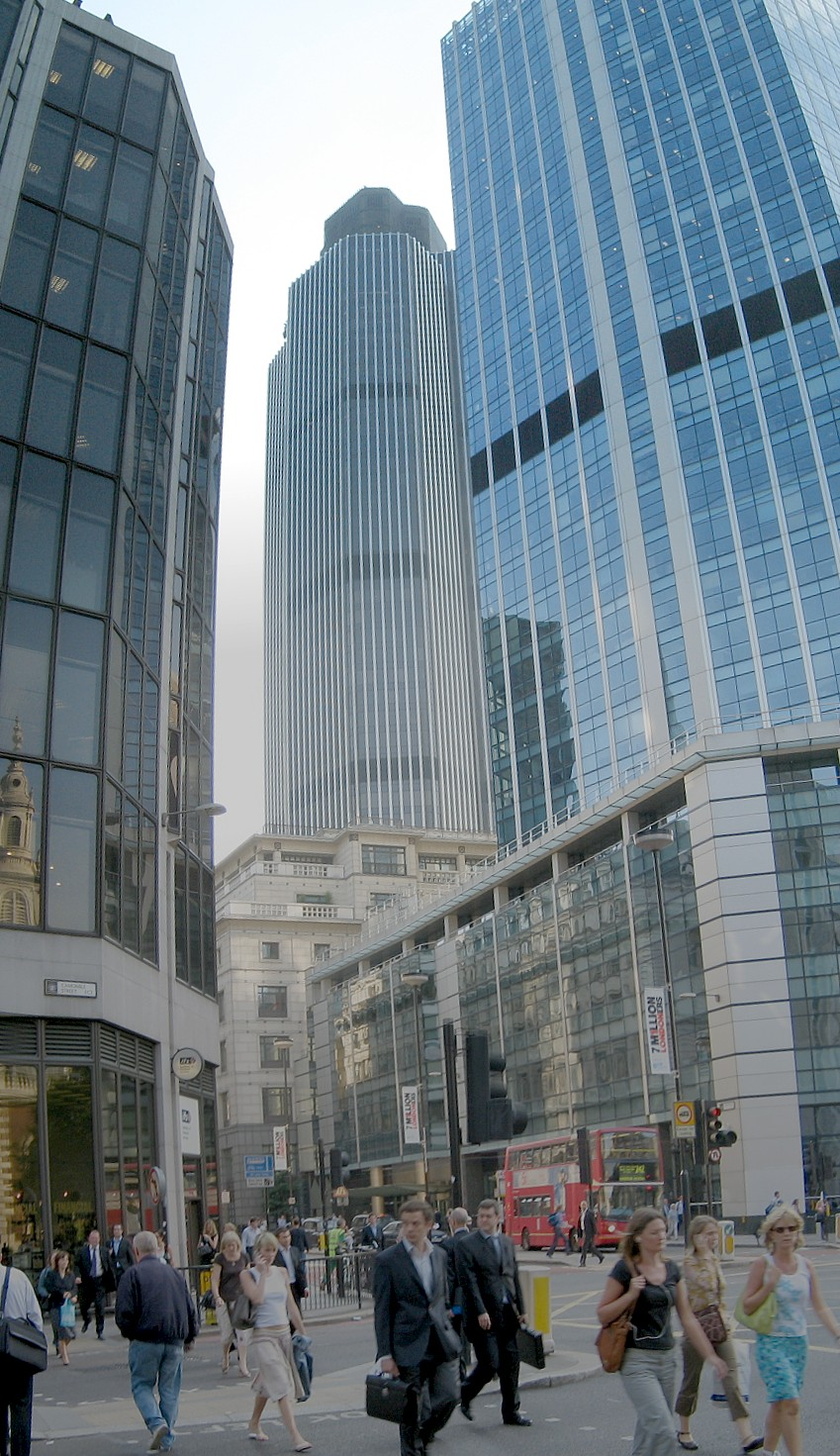
Bishopsgate dans la City.

Le Big Bang est l'ensemble des mesures de libéralisation des marchés financiers britanniques prises en 1986, en particulier le 27 octobre 1986. 

## Réformes
Lors de l'année 1986, l'administration de Margaret Thatcher adopta plusieurs changements principaux, :
- suppression de la distinction entre « stockjobbers » et « stockbrokers » ;
- autorisation pour les groupes étrangers d'acheter 100 % des actions d'entreprises cotées britanniques ;
- suppression des commissions fixes qu'il fallait payer pour échanger actions, obligations, etc.

Le terme vient de l'extrême rapidité avec laquelle ont été mises en place les réformes (en un jour). Manifestation très rapidement visible du Big Bang, la vente à la criée fut très vite remplacée par des transactions électroniques. Enfin, la brutale augmentation de l'activité qui résulta explique également le terme.
La libéralisation facilita l'arrivée rapide de banques américaines et ouest-européennes à Londres et le développement du marché financier grâce à la baisse des coûts.
Le Big Bang demeure l'une des mesures emblématiques du programme de réformes du gouvernement de Margaret Thatcher. La City était auparavant considérée comme un lieu policé et élitiste pour gentlemen anglais. Dans son essor, elle entraîna la multiplication des golden boys. Selon Philip Augar, ancien courtier de NatWest et de Schroders et auteur du livre La Mort du capitalisme gentleman, « le Big Bang a instauré une éthique de travail plus rigoureuse dans la City et précipité la fin de la vieille école ».
Parallèlement à la démarche britannique, on a appelé Big Bang la libéralisation des marchés financiers japonais en 2001.

## Résultats
Le Big Bang a été le début de la banque d'investissement au Royaume-Uni, selon Tony Dolphin, économiste en chef de l'Institute for Public Policy Research. Le rôle de Londres dans les marchés financiers mondiaux s'est fortement accru depuis 1986, en grande partie grâce au Big Bang: sur les échanges de dérivés de gré à gré, la part de marché de la City est passé de 27 % en 1995 à 43 % en 2004. Un cinquième des actifs des hedge fund sont gérés à Londres (dont 80 % des actifs des fonds européens), comparés à 10 % en 2002.
Aujourd'hui[Quand ?], Londres est la première place financière du monde en ce qui concerne les devises et son avance ne cesse de progresser selon le rapport triannuel de la Banque des règlements internationaux réalisé en avril et publié le 25 septembre 2007 : sur le marché des devises, sa part de marché est passée entre 2004 et 2007 de 31,3 à 34,1 % contre respectivement 19,2 et 16,6 % pour New York. De 1986 à 2006, le volume d'actions échangés a augmenté de 1 500 %, passant de 161 milliards à 2 496 milliards £ en 2006.
Le 19 octobre 2006, le lord-maire de Londres, David Brewer, déclara que « sans le Big Bang, la City n'aurait très probablement pas atteint la position qu'elle occupe aujourd'hui ».